# Köping HC
Le Köping HC est un club de hockey sur glace de Köping en Suède. Il évolue en Hockeyettan, troisième échelon suédois.

## Historique
Le club est créé en 1993.

## Palmarès
- Aucun titre.